# Томов, Алексей Николаевич
Алексей Николаевич Томов (род. 24 мая 1959, Корткерос, Коми АССР) — российский политический деятель, депутат Государственной думы третьего созыва

## Биография
В 1982 окончил Ленинградский педиатрический институт. В 1997 окончил Московский университет потребительской кооперации по специальности «экономист».
С сентября 1996 — главный врач городской больницы г. Сыктывкара.
С июля 1997 по май 1999 — заместитель министра здравоохранения Республики Коми, с мая 1999 по январь 2000 — первый заместитель министра здравоохранения Республики.

### Депутат госдумы
19 декабря 1999 был избран депутатом Государственной Думы третьего созыва (1999—2003).